# Otto Früh
Friedrich Karl Otto Früh (* 14. Januar 1866 in Billeben; † 14. Februar 1944 ebenda) war ein deutscher Politiker (DDP).
Otto Früh war der Sohn des Landwirts und Schulzen Johann Karl Wilhelm Früh und dessen Frau Ida Christiane Emilie Früh. Otto Früh, der evangelisch-lutherischen Glaubens war, heiratete am 25. November 1891 in Billeben Auguste Hermine Liebergesell (* 28. Juli 1864 in Holzthaleben; † 3. April 1952 in Billeben), die Tochter des Maurermeisters Johann Christian Liebergesell.
Otto Früh war Landwirt in Billeben. Vom 24. Februar 1919 bis zum 10. Februar 1921 war er für die DDP Mitglied des Schwarzburg-Sondershäuser Landtags bzw. der Gebietsvertretung Sondershausen.